# Chiesa di San Giorgio Martire (Sulzano)
La chiesa di San Giorgio Martire è la parrocchiale di Sulzano, in provincia e diocesi di Brescia; fa parte della zona pastorale del Sebino.

## Storia
Originariamente il ruolo di parrocchiale era rivestito dalla chiesa dei Santi Ippolito e Cassiano, poi ridedicata ai santi Fermo e Rustico; negli anni trenta del Cinquecento la parrocchialità venne trasferita nella chiesa di San Giorgio.

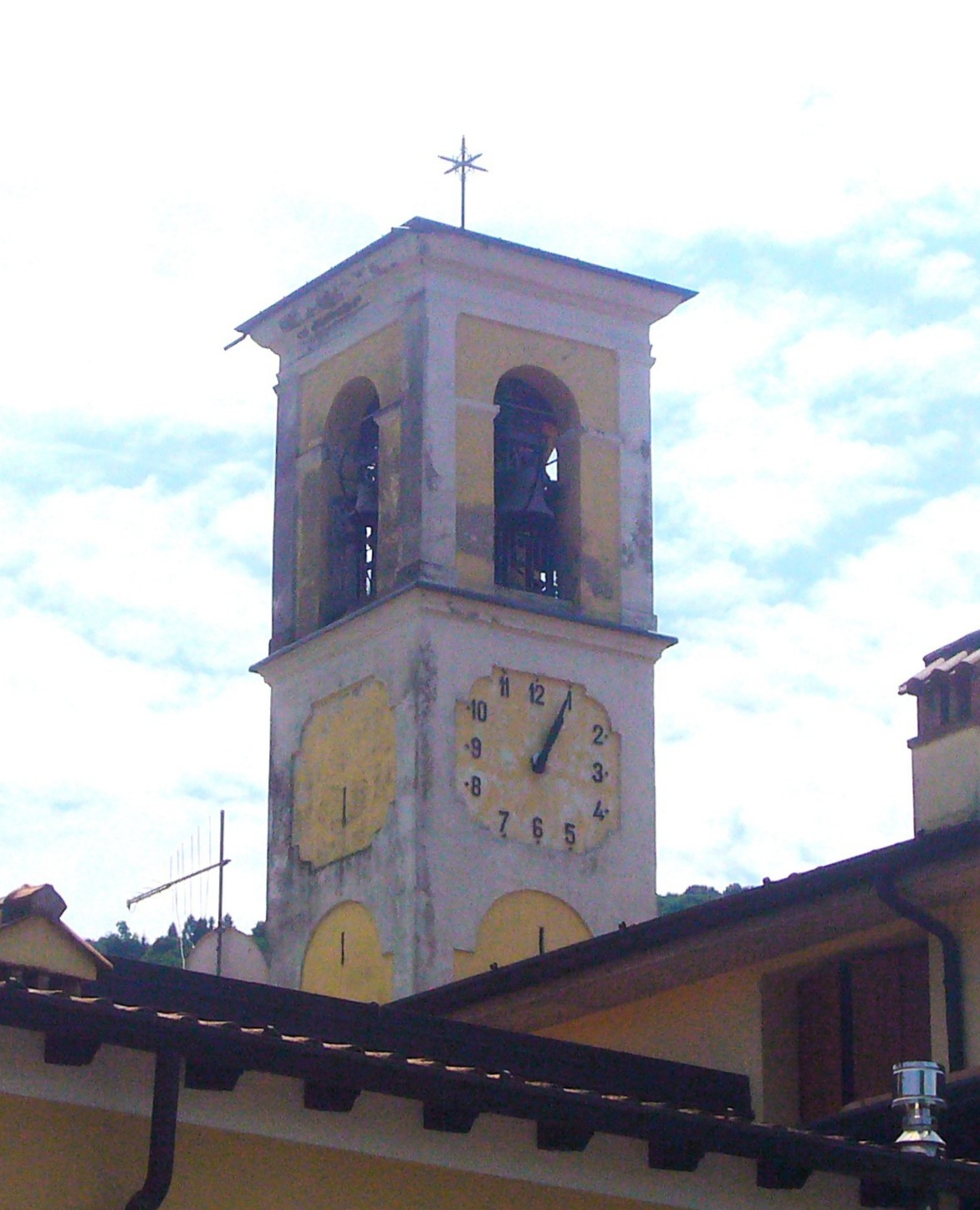
Il campanile

Nel 1580 l'arcivescovo di Milano Carlo Borromeo rilevò che la parrocchiale, dotata di tre altari e inserita nella vicaria di Sale Marasino, aveva come filiali le chiese di Santa Maria del Giogo e di San Cassiano e gli oratori di San Bernardino, in località Martignago, e di Santa Maria, in frazione Tassano.
Dalla relazione della visita pastorale del vescovo di Brescia Marco Dolfin del 1703 si apprende che a servizio della cura d'anime vi erano il parroco, due ulteriori sacerdoti e un suddiacono, che i fedeli ammontavano a 620 e che dipendevano dalla parrocchiale le chiese della Beata Vergine Maria a Tassano e dei Santi Ippolito e Cassiano.
La nuova parrocchiale fu costruita tra il 1727 e il 1754; incerto è l'architetto che la progettò, forse il luganese Antonio Turbino oppure il bergamasco Giovan Battista Caniana.
Il campanile venne aggiunto pochi anni dopo, tra il 1756 e il 1760.
Tra la fine dell'Ottocento e la prima metà del secolo successivo furono condotti alcuni restauri, che interessarono nel 1880 l'intera chiesa e nel 1927 solo il pavimento dell'interno.
Nella seconda metà degli anni sessanta si procedette all'esecuzione dell'adeguamento liturgico secondo le usanze postconciliari mediante l'aggiunta dell'altare rivolto verso l'assemblea.

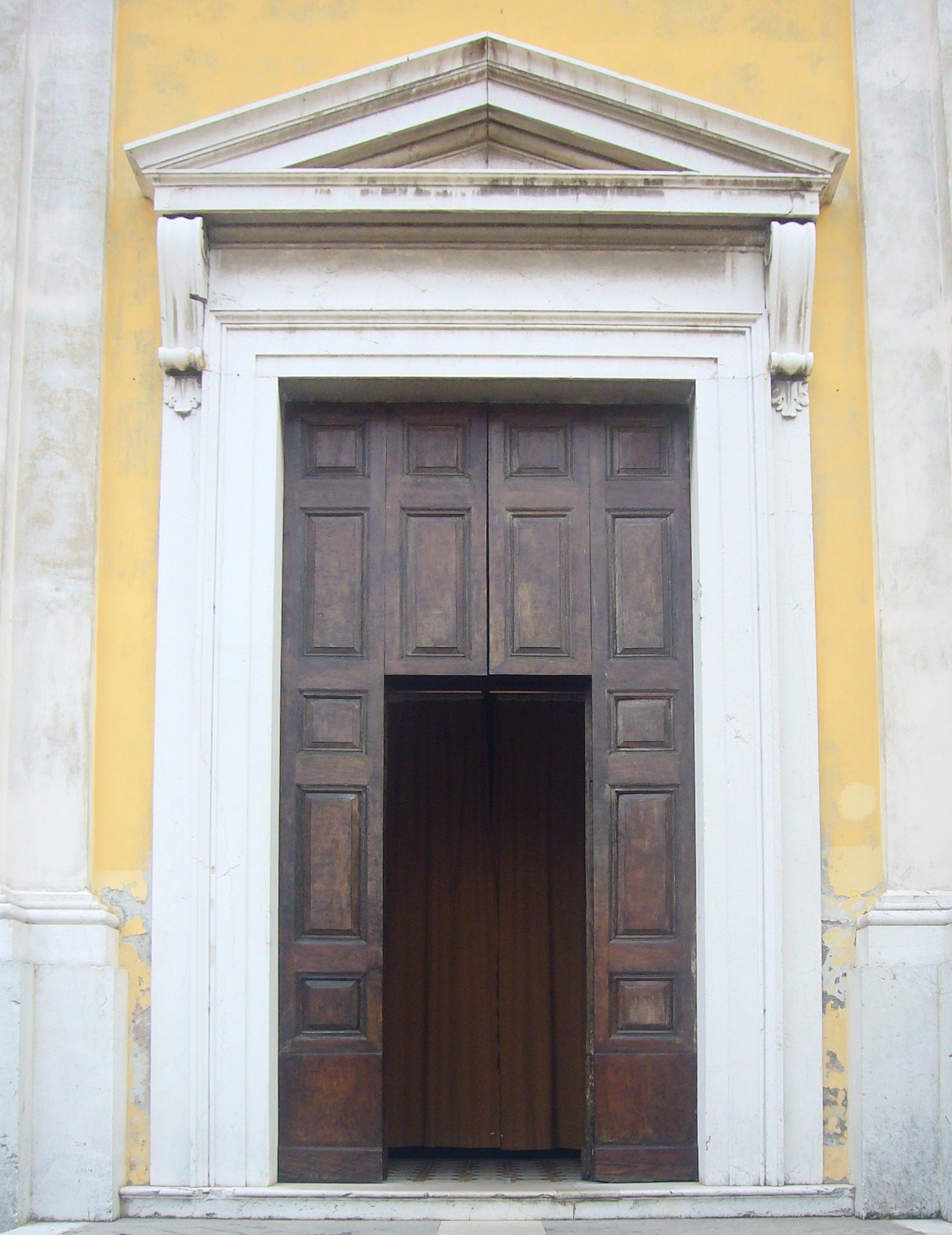
Il portale d'ingresso

Nel 1980 la torre campanaria fu interessata da un restauro; nel 1989 la parrocchia entrò a far parte della neo-costituita zona pastorale del Sebino, come stabilito dal Direttorio diocesano per le zone pastorali, emanato il 14 aprile di quell'anno con decreto del vescovo Bruno Foresti.

## Descrizione

### Esterno
La facciata della chiesa, che volge a nordovest, è suddivisa da una cornice marcapiano aggettante in due registri, entrambi scanditi da lesene con capitelli dorici: quello inferiore presenta centralmente il portale d'ingresso timpanato, mentre quello superiore, terminante coronamento mistilineo, è caratterizzato da una finestra e da due nicchie con le statue dei Santi Giorgio e Giuseppe.
Annesso alla parrocchiale è il campanile in pietra a base quadrata, la cui cella presenta su ogni lato una monofora a tutto sesto ed è coperta dal tetto a quattro falde.

### Interno

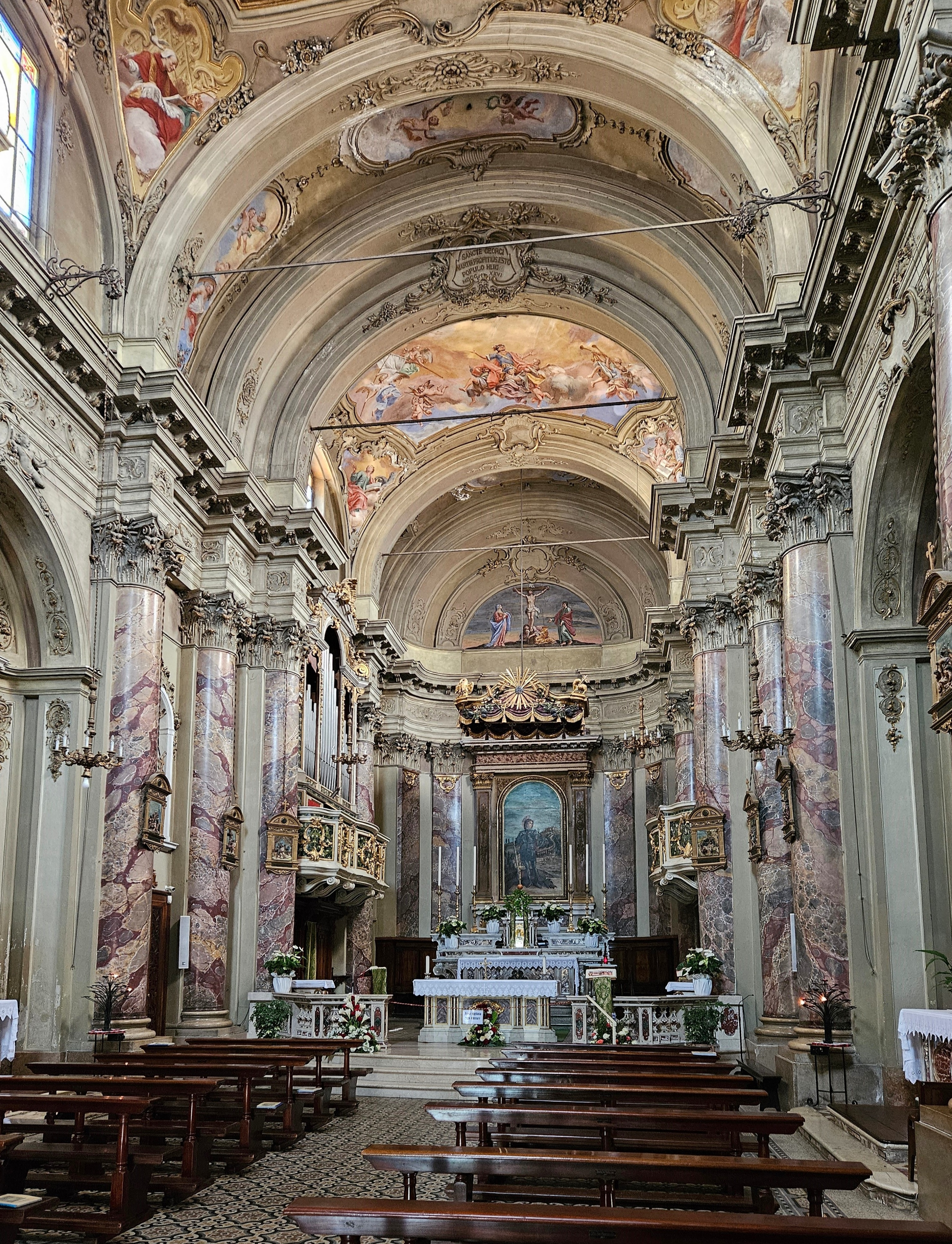
L'interno

L'interno dell'edificio si compone di un'unica navata, sulla quale si affacciano le cappelle laterali, introdotte da archi a tutto sesto, e le cui pareti sono scandite da semicolonne corinzie sorreggenti la trabeazione modanata e aggettante sopra la quale si impostano le volte; al termine dell'aula si sviluppa il presbiterio, rialzato di alcuni gradini, coperto dalla volta a vela e chiuso dalla parete di fondo piatta.
Qui sono conservate diverse opere di pregio, tra le quali la tela che rappresenta la Vergine con il Bambino, santi e anime purganti, dipinta da Domenico Voltolini, la pala con soggetto San Giorgio e il drago, realizzata nel 1937 da Rita Massardi, la statua di Sant'Antonio di Padova, intagliata tra il 1791 e il 1793 nella bottega dei Fantoni, la tela ritraente la Madonna del Suffragio con i Santi Ignazio di Loyola, Antonio Abate, due santi e due sante, eseguita all'inizio del XVIII secolo da mano ignota, l'organo, costruito da Francesco Bossi nel 1785 e poi rimaneggiato nella prima metà dell'Ottocento, la Via Crucis e alcuni affreschi attribuibili alla bottega di Giambattista Tiepolo.